# ایستگاه متروی مور پارک
ایستگاه متروی مور پارک (انگلیسی: Moor Park tube station) یکی از ایستگاه‌های خط متروپولیتن متروی لندن است.
این ایستگاه که در هرتفوردشر قرار دارد در سال ۱۹۱۰ میلادی تأسیس شده است.

## نگارخانه

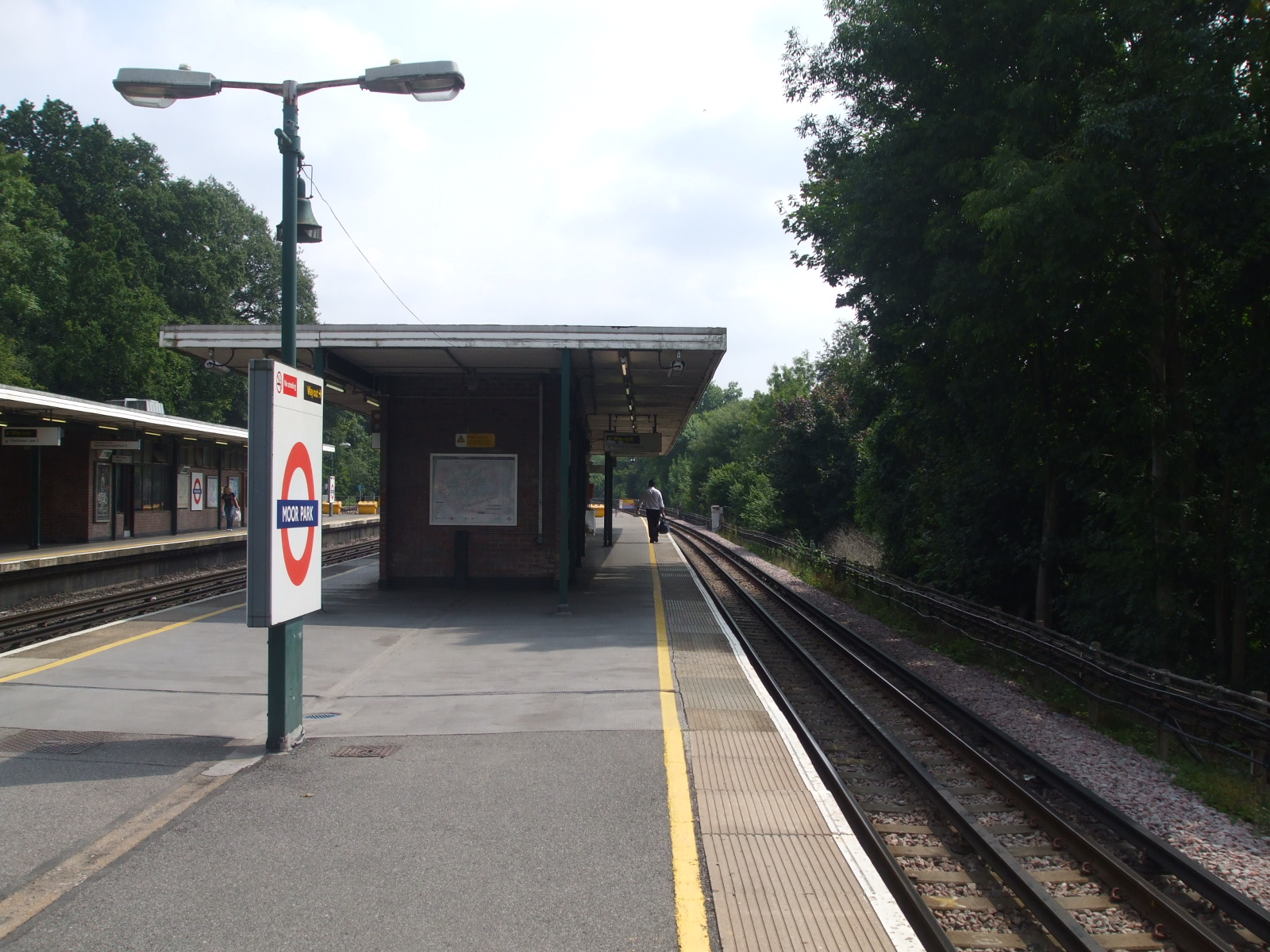
Northbound fast platform looking south (platform 1)
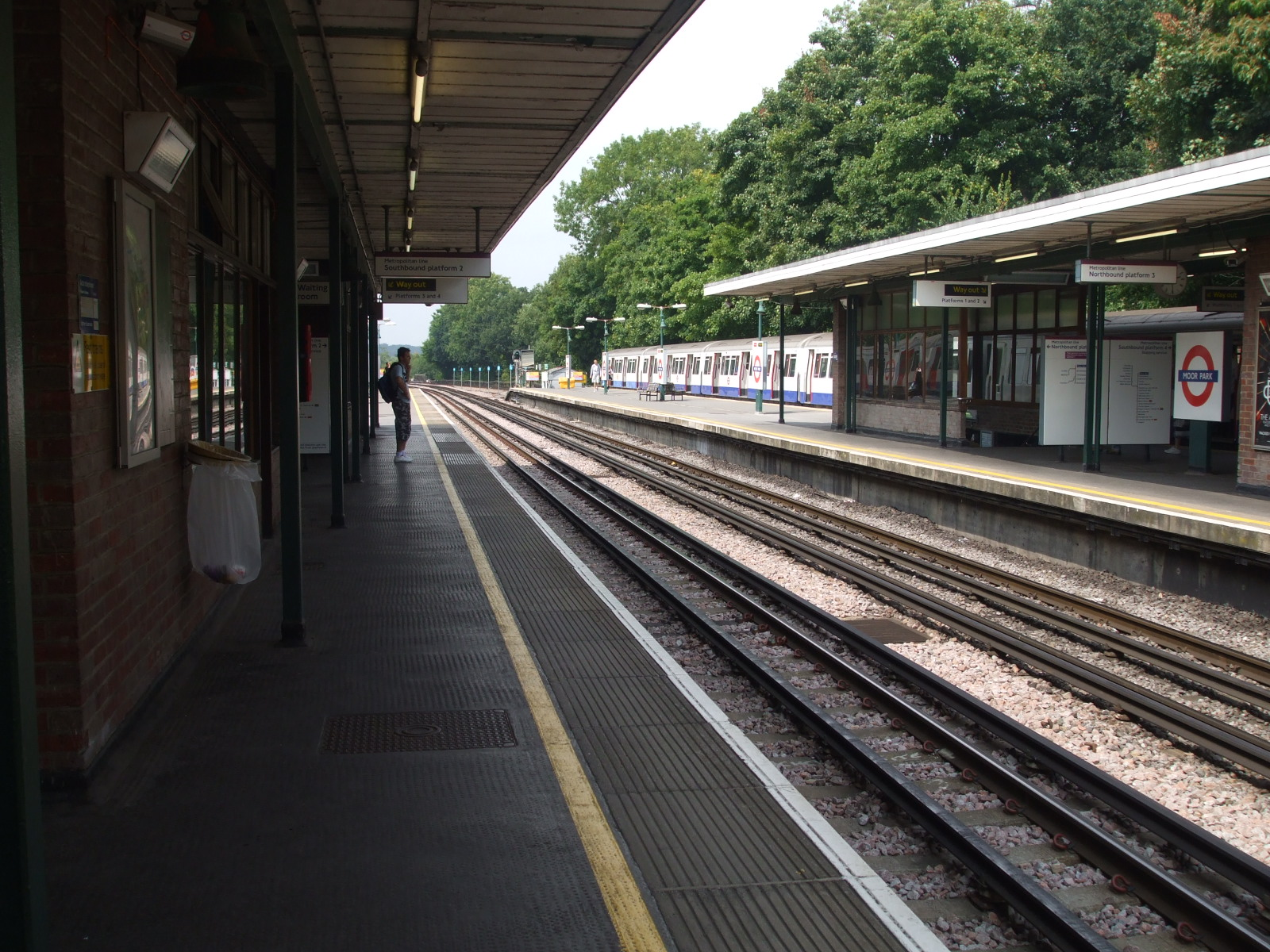
Southbound fast platform looking north (platform 2)
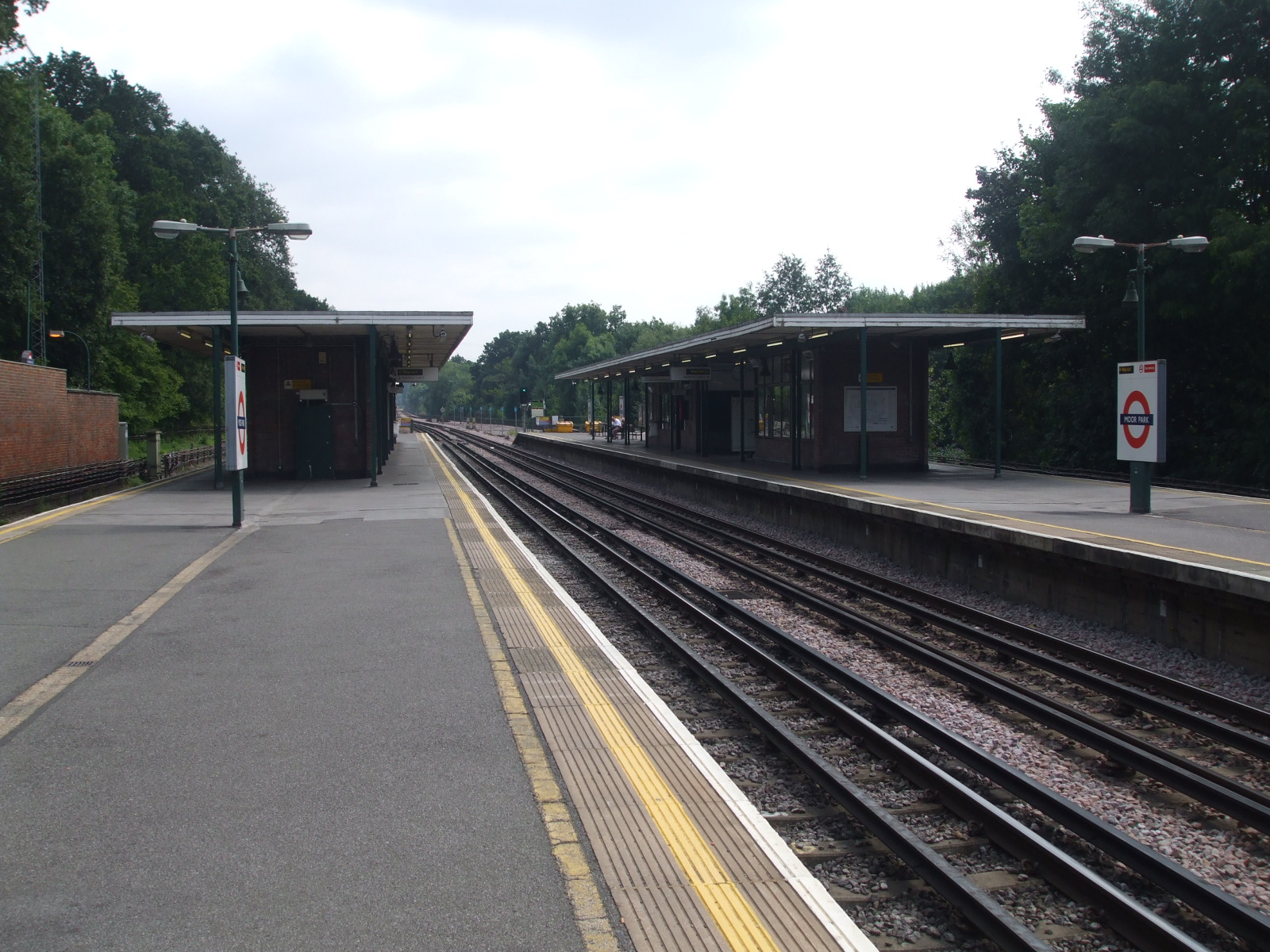
Northbound slow (all stations) platform looking south (platform 3)
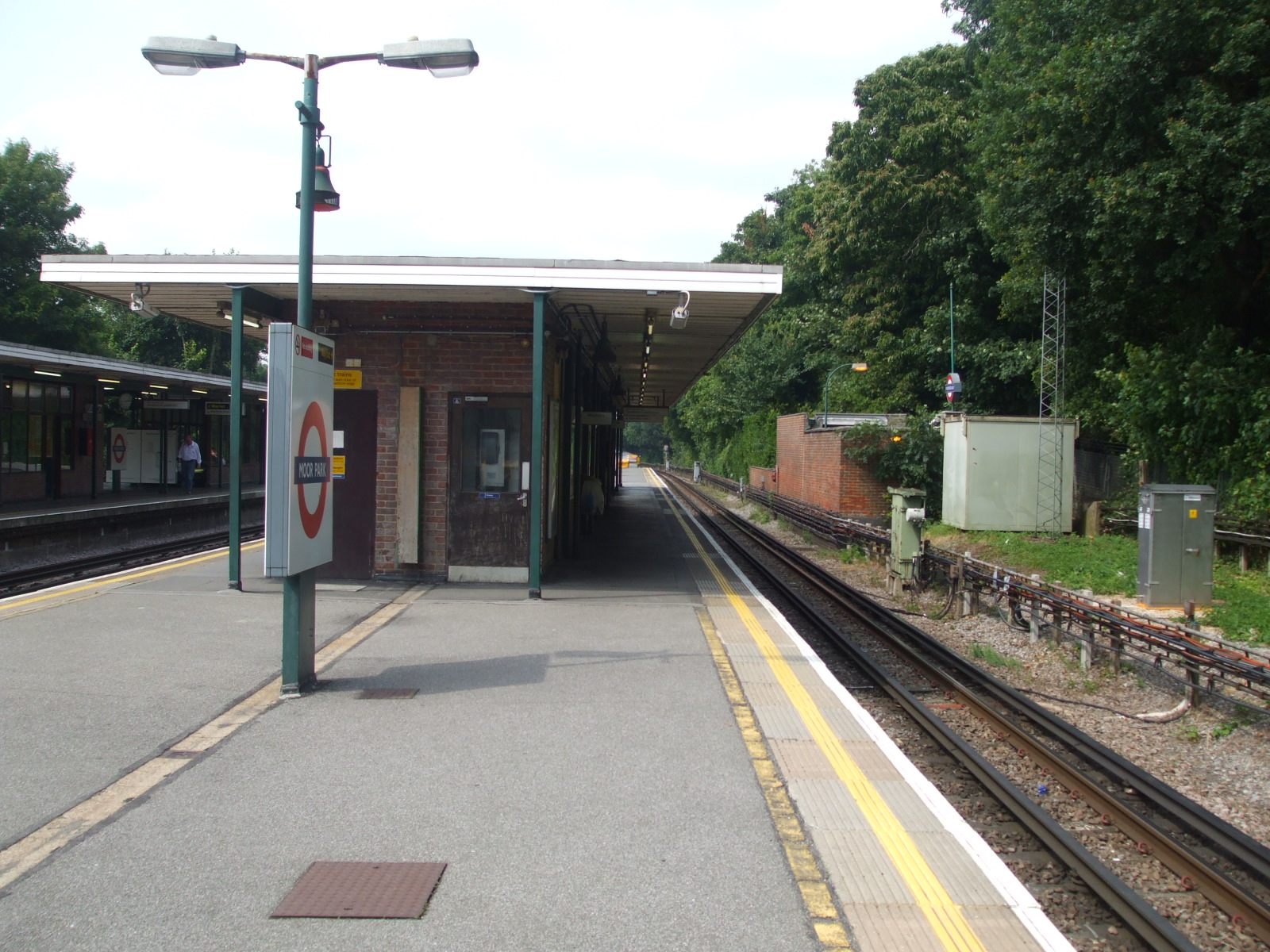
Southbound slow (all stations) platform looking north (platform 4)
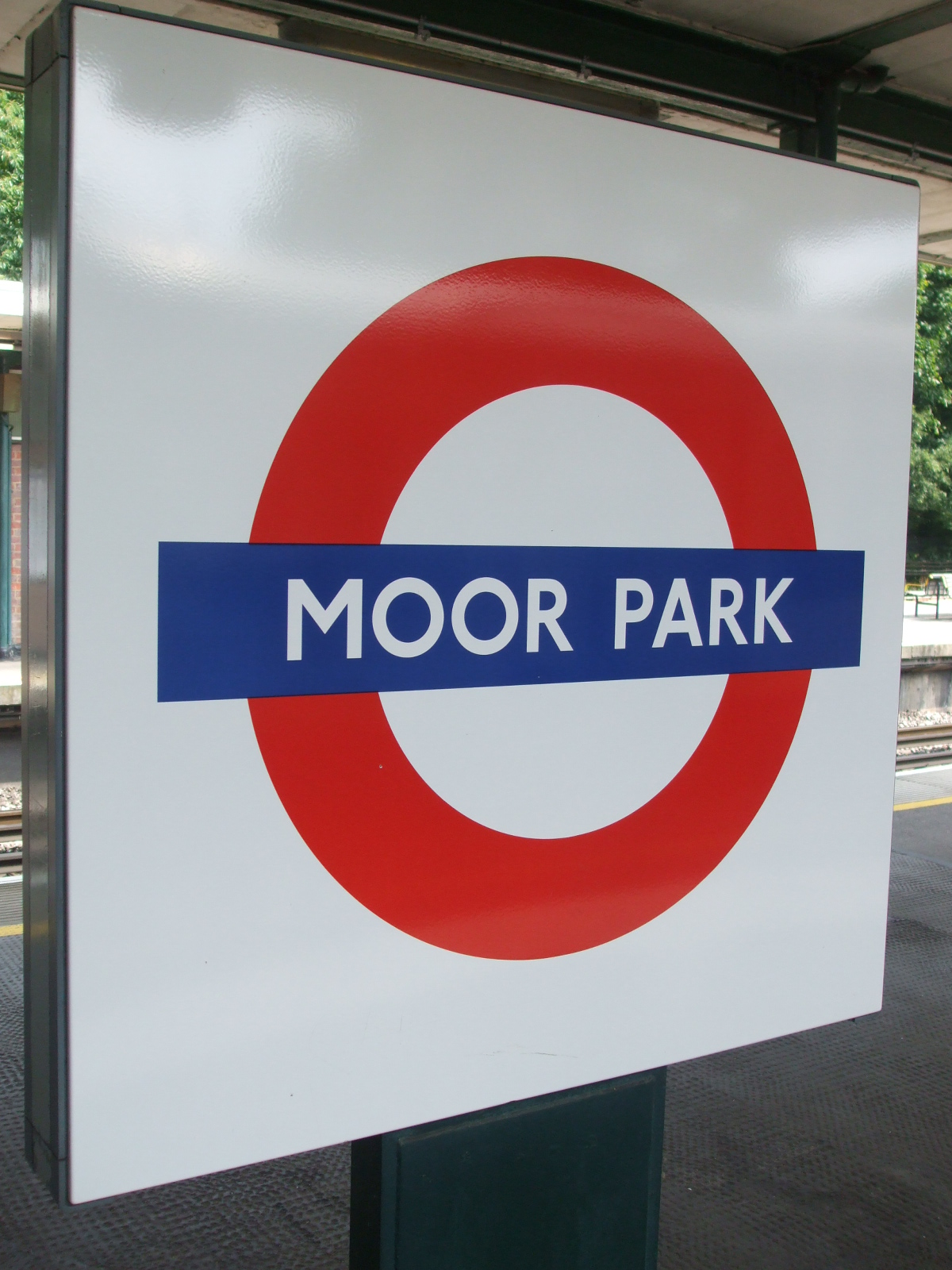
Station platform Roundel
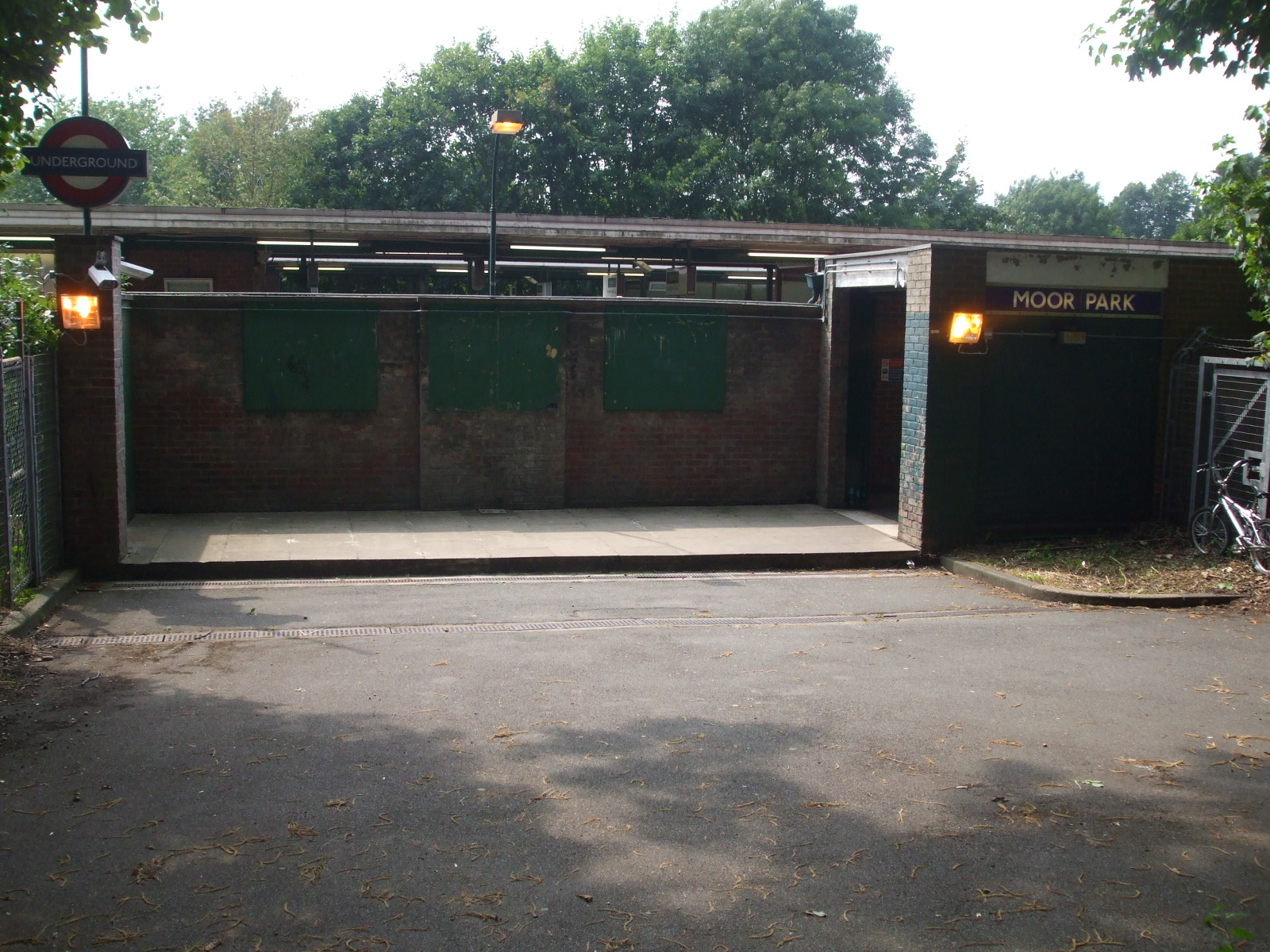
Rear entrance on the London-bound side, on the footpath to Sandy Lodge